# Diano Marina
Diano Marina (en ligur A Maina de Dian o Dian) és un comune italià, situat a la regió de la Ligúria i a la província d'Imperia. El 2015 tenia 5.977 habitants.

## Geografia
El territori de Diano Marina està situat a la costa de la Riviera di Ponente, al gol delimitat pel Capo Cervo, a l'est, i el Capo Berta, a l'oest. Té una superfície de 6,67 km² i les frazioni de Diano Calderina, Diano Gorleri, Diano Serreta i Muratori. Limita amb Diano Castello, Imperia i San Bartolomeo al Mare.